# Bedreigde taal
Een bedreigde taal is een levende taal die nog maar door zo weinig mensen als moedertaal gesproken wordt, of waarvan het aantal moedertaalsprekers zo snel afneemt, dat zij binnen afzienbare termijn dreigt uit te sterven.

## Oorzaken
In het algemeen zijn er drie oorzaken aan te wijzen waardoor een levende taal dreigt uit te sterven:
- Het uitsterven van de etnische groep die de taal spreekt.
- Gedwongen verschuiving: de sprekers wordt van bovenaf een andere taal opgelegd. Dit was veelal het geval tijdens de Europese kolonisaties.
- Vrijwillige verschuiving: de sprekers schakelen vrijwillig over op een andere (meestal in hetzelfde taalgebied dominante) taal. Iets dergelijks voltrekt zich in Ierland, Noorwegen, Zweden en Finland.

## Criteria
Hoewel er geen officiële maatstaf is om te bepalen of een levende taal bedreigd is, zijn er drie criteria te onderscheiden die als uitgangspunt genomen kunnen worden:
- Het aantal in leven zijnde moedertaalsprekers en/of zij die de taal vloeiend spreken;
- De gemiddelde leeftijd van deze sprekers;
- Het percentage van de nieuwe generatie dat de taal nog als moedertaal, dan wel vloeiend leert.

Sommige talen, zoals in Indonesië, hebben tienduizenden moedertaalsprekers en zijn toch bedreigd, doordat de jongere generatie massaal overschakelt op het Standaard Indonesisch (of Maleisische varianten).
Daarentegen kan een taal met slechts honderd sprekers springlevend zijn, als dit de eerste taal van een gemeenschap is en zij ook door jongeren in die gemeenschap aanvaard en gesproken wordt. Een voorbeeld hiervan is het Andamanees.

## Schaalverdeling
Op basis van de hierboven genoemde uitgangspunten en de uitzonderingen daarop kan een schaalverdeling gemaakt worden als maatstaf voor de ernst van de bedreiging van bepaalde talen. Schaal 1 betekent "onveilig". Vanaf schaal 2 is er echt sprake van een bedreigde taal. Een taal op schaal 5 is volledig uitgestorven.
1. Potentieel bedreigdDit zijn talen met een relatief groot aantal moedertaalsprekers, ook onder jongeren. De taal is echter over het algemeen geen officiële (overheids) taal, en het gebruik ervan wordt van overheidswege weliswaar erkend maar niet of nauwelijks gestimuleerd. Voorbeelden zijn het Iers, Reto-Romaans, Wit-Russisch, Koerdisch, Yucateeks Maya en Baskisch. Hoewel al deze talen officieel worden erkend, is het aantal moedertaalsprekers de laatste honderd jaar sterk afgenomen of dreigt op korte termijn af te nemen. Ze worden meestal beschouwd als inferieur aan de in hetzelfde taalgebied dominante taal, of als weinig meer dan minderwaardige dialecten hiervan gezien. Ook wordt er vaak niet in onderwezen.
2. BedreigdDe taal wordt weliswaar nog doorgegeven aan jongere generaties, maar slechts in een klein gedeelte van een veel groter taalgebied. Voorbeelden zijn het West-Vlaams, Belgisch Limburgs, Oppersorbisch, Sardijns, Welsh, Romeyka en Aramees.
3. Ernstig bedreigdEnkele leden van de jongere generatie beheersen de taal nog, maar niet meer als hun moedertaal. Zij spreken de dominante taal in het betreffende taalgebied het beste. Voorbeelden zijn het Saterfries, Nedersorbisch en Bretons.
4. Bijna doodNaast eventueel een of enkele vreemde taalsprekers zijn er nog een paar oudere moedertaalsprekers over. Hun aantal is zo gering dat overleving van de taal zeer onwaarschijnlijk is. Voorbeelden zijn het Lijfs, dat volgens sommige bronnen zelfs al uitgestorven is, het Unserdeutsch, het Dyirbal. Deze taal heeft volgens bronnen nog ongeveer 5 moedertaalsprekers.
5. DoodHet Eyak is kort geleden uitgestorven. Andere voorbeelden zijn het Polabisch en Oebychs.

### Bedreigde nationale taal
De meeste van de hierboven genoemde talen zijn streektalen, maar het Iers vormt in dit opzicht een geval apart. Hoewel dit de hoogst mogelijke status heeft als een van de officiële talen van Ierland, wordt het in toenemende mate bedreigd door het Engels.

### UNESCO-indeling
UNESCO heeft in het document Language Vitality and Endangerment een indeling gemaakt op basis van negen criteria. Een taal met het cijfer "0" is reeds uitgestorven (Extinct). De eerste vier categorieën betreffen met uitsterving bedreigde talen:
1. Critically endangered
2. Severely endangered
3. Definitively endangered
4. Unsafe
5. Safe

De talen met cijfer 5 hebben de status "Safe" en zijn dus (momenteel althans) niet bedreigd. Van de circa 6900 talen die momenteel worden gesproken, zijn er 2498 die niet de status "Safe" hebben.

## "Reanimatie"
Sommige talen die reeds uitgestorven waren of waar uitsterven voor dreigt, wordt nieuw leven ingeblazen. De bekendste voorbeelden zijn het Cornisch en Hebreeuws. Dit proces staat bekend als taalrevitalisatie of taalreanimatie. 